# كريس أرنولد
كريس أرنولد (بالإنجليزية: Chris Arnold)‏ هو لاعب كرة قاعدة أمريكي، ولد في 6 سبتمبر 1947 في لونغ بيتش في الولايات المتحدة.

## وصلات خارجية
- كريس أرنولد على موقع الدوري الياباني لكرة القاعدة (الإنجليزية)
- كريس أرنولد على موقعبيزبول رفرنس.كوم (الدوري الرئيسي) (الإنجليزية)
- كريس أرنولد على موقع مشجعي الرسوم البيانية (الإنجليزية)